# Pierre-Joseph Tiolier
Pierre-Joseph Tiolier (Londra, 1763 – Parigi, 1819) è stato un medaglista francese, che fu il 15º Graveur général des monnaies.
Fu nominato Graveur général des monnaies in seguito alla visita del Primo Console allo stabilimento della Monnaie de Paris, prendendo il posto di Augustin Dupré.
Durante il suo incarico di incisore furono emesse la maggior parte delle monete di Napoleone I. Incise anche monete per altri componenti della famiglia.
Si dimise a favore del figlio Nicolas-Pierre nel 1816.